# Leaders Cup 2024
Navigation
Leaders Cup 2023 Leaders Cup 2025
La dixième édition de la Leaders Cup de basket-ball se déroulera du 16 au 18 février 2024 à l'Arena Saint-Étienne Métropole de Saint-Chamond (Loire).

## Contexte
À l'issue de la phase « Aller » de la saison 2023-2024 du championnat de Betclic Élite, les huit premières équipes sont qualifiées pour la compétition. Celle-ci se joue sur trois jours, à partir des quarts de finale, suivant le format des matches à élimination directe.
Après avoir éliminé Saint-Quentin en quarts et Monaco en demies, en finale, Paris Basket s'impose face à Nanterre 92 sur le score de 90-85.
Il s'agit du tout premier titre pour cette équipe créée en 2018, la première Leaders Cup. Paris devient la 12e équipe à remporter cette compétition (autrefois appelée Semaine des As) et succède à l'ASVEL, sacrée en 2023. Nanterre de son côté perd sa seconde finale après celle de 2014.

### Équipes qualifiées
Classement des huit premières équipes de Betclic Élite à l'issue de la 17e journée de la saison 2023-2024 :
| Rang | Équipe            | %  | J  | G  | P | Pp   | Pc   | GA  |
| ---- | ----------------- | -- | -- | -- | - | ---- | ---- | --- |
| 1    | Monaco            | 94 | 17 | 16 | 1 | 1485 | 1254 | 231 |
| 2    | Paris             | 71 | 17 | 12 | 5 | 1432 | 1275 | 157 |
| 3    | Bourg-en-Bresse   | 71 | 17 | 12 | 5 | 1414 | 1271 | 143 |
| 4    | Lyon-Villeurbanne | 71 | 17 | 12 | 5 | 1425 | 1315 | 110 |
| 5    | Nanterre          | 59 | 17 | 10 | 7 | 1357 | 1380 | -23 |
| 6    | Saint-Quentin     | 53 | 17 | 9  | 8 | 1277 | 1221 | 56  |
| 7    | Nancy             | 53 | 17 | 9  | 8 | 1344 | 1393 | -49 |
| 8    | Le Mans           | 47 | 17 | 8  | 9 | 1380 | 1389 | -9  |

### Chapeaux
Les deux chapeaux sont les suivants :
| Pot 1                                          | Pot 2                                |
| ---------------------------------------------- | ------------------------------------ |
| Monaco Paris Bourg-en-Bresse Lyon-Villeurbanne | Nanterre Saint-Quentin Nancy Le Mans |

## Tableau
Le tirage au sort a été effectué le 14 janvier 2024.
|  | Quarts de finale  | Quarts de finale  | Quarts de finale | Quarts de finale |                 |                 | Demi-finales    | Demi-finales    | Demi-finales    | Demi-finales    |  |  | Finale          | Finale          | Finale          | Finale          |
|  |                   |                   |                  |                  |                 |                 |                 |                 |                 |                 |  |  |                 |                 |                 |                 |
|  | 16 février 2024   | 16 février 2024   | 16 février 2024  | 16 février 2024  |                 |                 | 17 février 2024 | 17 février 2024 | 17 février 2024 | 17 février 2024 |  |  | 18 février 2024 | 18 février 2024 | 18 février 2024 | 18 février 2024 |
|  | 16 février 2024   | 16 février 2024   | 16 février 2024  | 16 février 2024  |                 |                 | 17 février 2024 | 17 février 2024 | 17 février 2024 | 17 février 2024 |  |  | 18 février 2024 | 18 février 2024 | 18 février 2024 | 18 février 2024 |
|  | Bourg-en-Bresse   | Bourg-en-Bresse   | 109              | 109              |                 |                 | 17 février 2024 | 17 février 2024 | 17 février 2024 | 17 février 2024 |  |  | 18 février 2024 | 18 février 2024 | 18 février 2024 | 18 février 2024 |
|  | Bourg-en-Bresse   | Bourg-en-Bresse   | 109              | 109              |                 |                 | 17 février 2024 | 17 février 2024 | 17 février 2024 | 17 février 2024 |  |  | 18 février 2024 | 18 février 2024 | 18 février 2024 | 18 février 2024 |
|  | Nancy             | Nancy             | 79               | 79               |                 |                 | 17 février 2024 | 17 février 2024 | 17 février 2024 | 17 février 2024 |  |  | 18 février 2024 | 18 février 2024 | 18 février 2024 | 18 février 2024 |
|  | Nancy             | Nancy             | 79               | 79               | Bourg-en-Bresse | Bourg-en-Bresse | 95              | 95              |                 |                 |  |  | 18 février 2024 | 18 février 2024 | 18 février 2024 | 18 février 2024 |
|  | 16 février 2024   |                   |                  |                  | Bourg-en-Bresse | Bourg-en-Bresse | 95              | 95              |                 |                 |  |  | 18 février 2024 | 18 février 2024 | 18 février 2024 | 18 février 2024 |
|  |                   |                   | Nanterre         | Nanterre         | 100             | 100             |                 |                 |                 |                 |  |  | 18 février 2024 | 18 février 2024 | 18 février 2024 | 18 février 2024 |
|  | Lyon-Villeurbanne | Lyon-Villeurbanne | Nanterre         | Nanterre         | 100             | 100             | 78              | 78              |                 |                 |  |  | 18 février 2024 | 18 février 2024 | 18 février 2024 | 18 février 2024 |
|  | Lyon-Villeurbanne | Lyon-Villeurbanne | 17 février 2024  |                  |                 |                 | 78              | 78              |                 |                 |  |  | 18 février 2024 | 18 février 2024 | 18 février 2024 | 18 février 2024 |
|  | Nanterre          | Nanterre          | 82               | 82               |                 |                 |                 |                 |                 |                 |  |  | 18 février 2024 | 18 février 2024 | 18 février 2024 | 18 février 2024 |
|  | Nanterre          | Nanterre          | 82               | 82               | Nanterre        | Nanterre        | 85              | 85              |                 |                 |  |  |                 |                 |                 |                 |
|  | 16 février 2024   |                   |                  |                  | Nanterre        | Nanterre        | 85              | 85              |                 |                 |  |  |                 |                 |                 |                 |
|  |                   |                   | Paris            | Paris            | 90              | 90              |                 |                 |                 |                 |  |  |                 |                 |                 |                 |
|  | Monaco            | Monaco            | Paris            | Paris            | 90              | 90              | 94              | 94              |                 |                 |  |  |                 |                 |                 |                 |
|  | Monaco            | Monaco            |                  |                  |                 |                 |                 |                 |                 |                 |  |  |                 |                 |                 |                 |
|  | Le Mans           | Le Mans           | 81               | 81               |                 |                 |                 |                 |                 |                 |  |  |                 |                 |                 |                 |
|  | Le Mans           | Le Mans           | 81               | 81               | Monaco          | Monaco          | 93              | 93              |                 |                 |  |  |                 |                 |                 |                 |
|  | 16 février 2024   |                   |                  |                  | Monaco          | Monaco          | 93              | 93              |                 |                 |  |  |                 |                 |                 |                 |
|  |                   |                   | Paris            | Paris            | 98              | 98              |                 |                 |                 |                 |  |  |                 |                 |                 |                 |
|  | Paris             | Paris             | Paris            | Paris            | 98              | 98              | 71              | 71              |                 |                 |  |  |                 |                 |                 |                 |
|  | Paris             | Paris             |                  |                  |                 |                 |                 | 71              |                 |                 |  |  |                 |                 |                 |                 |
|  | Saint-Quentin     | Saint-Quentin     | 67               | 67               |                 |                 |                 |                 |                 |                 |  |  |                 |                 |                 |                 |
|  | Saint-Quentin     | Saint-Quentin     | 67               | 67               |                 |                 |                 |                 |                 |                 |  |  |                 |                 |                 |                 |
|  |                   |                   |                  |                  |                 |                 |                 |                 |                 |                 |  |  |                 |                 |                 |                 |

## Rencontres

### Quarts de finale
| 16 février 2024 13h00 | Rapport | Bourg-en-Bresse                                                       | 109-79                              | Nancy                                                                                |  | Arena Saint-Étienne Métropole, Saint-Chamond |
| 16 février 2024 13h00 | Rapport | Score par quart-temps : 33-20, 29-23, 24-19, 23-17                    |                                     |                                                                                      |  | Arena Saint-Étienne Métropole, Saint-Chamond |
| 16 février 2024 13h00 | Rapport | Score par mi-temps : 62-43, 47-36                                     |                                     |                                                                                      |  | Arena Saint-Étienne Métropole, Saint-Chamond |
| 16 février 2024 13h00 | Rapport | Maksim Salash, 23 Bodian Massa, 11 JeQuan Lewis, 11 Salash, Massa, 29 | Points Rebonds Passes d. Évaluation | Bruno Cingala-Mata, 17 Bruno Cingala-Mata, 7 Trois joueurs, 4 Bruno Cingala-Mata, 27 |  | Arena Saint-Étienne Métropole, Saint-Chamond |

| 16 février 2024 15h30 | Rapport | Lyon-Villeurbanne                                                            | 78-82                               | Nanterre                                                                      |  | Arena Saint-Étienne Métropole, Saint-Chamond |
| 16 février 2024 15h30 | Rapport | Score par quart-temps : 23-15, 15-19, 16-21, 24-27                           |                                     |                                                                               |  | Arena Saint-Étienne Métropole, Saint-Chamond |
| 16 février 2024 15h30 | Rapport | Score par mi-temps : 38-34, 40-48                                            |                                     |                                                                               |  | Arena Saint-Étienne Métropole, Saint-Chamond |
| 16 février 2024 15h30 | Rapport | Joffrey Lauvergne, 14 Joffrey Lauvergne, 6 Nando de Colo, 8 Mbaye Ndiaye, 20 | Points Rebonds Passes d. Évaluation | Ibrahima Fall Faye, 24 Desi Rodriguez, 7 Joël Ayayi, 4 Ibrahima Fall Faye, 26 |  | Arena Saint-Étienne Métropole, Saint-Chamond |

| 16 février 2024 18h30 | Rapport | Monaco                                                                   | 94-81                               | Le Mans                                                                       |  | Arena Saint-Étienne Métropole, Saint-Chamond |
| 16 février 2024 18h30 | Rapport | Score par quart-temps : 28-19, 35-25, 21-19, 10-18                       |                                     |                                                                               |  | Arena Saint-Étienne Métropole, Saint-Chamond |
| 16 février 2024 18h30 | Rapport | Score par mi-temps : 63-44, 31-37                                        |                                     |                                                                               |  | Arena Saint-Étienne Métropole, Saint-Chamond |
| 16 février 2024 18h30 | Rapport | Alpha Diallo, 15 Mouhammadou Jaiteh, 7 Trois joueurs, 4 Alpha Diallo, 17 | Points Rebonds Passes d. Évaluation | Apić, Schwartz, 20 Abdoulaye N'doye, 9 DeVante' Jones, 6 D'Shawn Schwartz, 21 |  | Arena Saint-Étienne Métropole, Saint-Chamond |

| 16 février 2024 21h10 | Rapport | Paris                                                                  | 71-67                               | Saint-Quentin                                                       |  | Arena Saint-Étienne Métropole, Saint-Chamond |
| 16 février 2024 21h10 | Rapport | Score par quart-temps : 17-23, 22-18, 15-9, 17-17                      |                                     |                                                                     |  | Arena Saint-Étienne Métropole, Saint-Chamond |
| 16 février 2024 21h10 | Rapport | Score par mi-temps : 39-41, 32-26                                      |                                     |                                                                     |  | Arena Saint-Étienne Métropole, Saint-Chamond |
| 16 février 2024 21h10 | Rapport | Shorts, Ward, 15 Herrera, Kessens, 5 T. J. Shorts, 6 Trois joueurs, 16 | Points Rebonds Passes d. Évaluation | Tyger Campbell, 20 Will Rayman, 16 Trois joueurs, 3 Will Rayman, 21 |  | Arena Saint-Étienne Métropole, Saint-Chamond |

### Demi-finales
| 17 février 2024 18h30 | Rapport | Bourg-en-Bresse                                                | 95-100                              | Nanterre                                                                               |  | Arena Saint-Étienne Métropole, Saint-Chamond |
| 17 février 2024 18h30 | Rapport | Score par quart-temps : 19-22, 26-24, 32-21, 18-33             |                                     |                                                                                        |  | Arena Saint-Étienne Métropole, Saint-Chamond |
| 17 février 2024 18h30 | Rapport | Score par mi-temps : 45-46, 50-54                              |                                     |                                                                                        |  | Arena Saint-Étienne Métropole, Saint-Chamond |
| 17 février 2024 18h30 | Rapport | Isiaha Mike, 26 Mike, Massa, 6 JeQuan Lewis, 9 Isiaha Mike, 26 | Points Rebonds Passes d. Évaluation | Ibrahima Fall Faye, 23 Ibrahima Fall Faye, 10 Justin Bibbins, 8 Ibrahima Fall Faye, 32 |  | Arena Saint-Étienne Métropole, Saint-Chamond |

| 17 février 2024 21h10 | Rapport | Monaco                                                        | 93-98                               | Paris                                                               |  | Arena Saint-Étienne Métropole, Saint-Chamond |
| 17 février 2024 21h10 | Rapport | Score par quart-temps : 24-21, 30-32, 27-22, 12-23            |                                     |                                                                     |  | Arena Saint-Étienne Métropole, Saint-Chamond |
| 17 février 2024 21h10 | Rapport | Score par mi-temps : 54-53, 39-45                             |                                     |                                                                     |  | Arena Saint-Étienne Métropole, Saint-Chamond |
| 17 février 2024 21h10 | Rapport | Mike James, 18 Alpha Diallo, 7 Élie Okobo, 6 Alpha Diallo, 16 | Points Rebonds Passes d. Évaluation | T. J. Shorts, 25 Kratzer, Simon, 6 T. J. Shorts, 5 T. J. Shorts, 27 |  | Arena Saint-Étienne Métropole, Saint-Chamond |

### Finale
| 18 février 2024 18h30 | Rapport | Nanterre                                                                      | 85-90                               | Paris                                                                 |  | Arena Saint-Étienne Métropole, Saint-Chamond |
| 18 février 2024 18h30 | Rapport | Score par quart-temps : 20-26, 22-22, 27-17, 16-25                            |                                     |                                                                       |  | Arena Saint-Étienne Métropole, Saint-Chamond |
| 18 février 2024 18h30 | Rapport | Score par mi-temps : 42-48, 43-42                                             |                                     |                                                                       |  | Arena Saint-Étienne Métropole, Saint-Chamond |
| 18 février 2024 18h30 | Rapport | Justin Bibbins, 20 Ibrahima Fall Faye, 7 Desi Rodriguez, 5 Desi Rodriguez, 18 | Points Rebonds Passes d. Évaluation | T. J. Shorts, 26 Mikael Jantunen, 8 Mehdy Ngouama, 5 T. J. Shorts, 24 |  | Arena Saint-Étienne Métropole, Saint-Chamond |

## Leaders Cup Pro B

### Finale
| 18 février 2024 15h30 | Rapport | Vichy-Clermont                                                          | 97-90                               | Châlons-Reims                                                       | OT | Arena Saint-Étienne Métropole, Saint-Chamond |
| 18 février 2024 15h30 | Rapport | Score par quart-temps : 18-16, 20-17, 23-26, 17-19, OT : 19-12          |                                     |                                                                     | OT | Arena Saint-Étienne Métropole, Saint-Chamond |
| 18 février 2024 15h30 | Rapport | Score par mi-temps : 38-33, 59-57                                       |                                     |                                                                     | OT | Arena Saint-Étienne Métropole, Saint-Chamond |
| 18 février 2024 15h30 | Rapport | Sébastien Cape, 24 Noah Penda, 11 Sébastien Cape, 11 Sébastien Cape, 32 | Points Rebonds Passes d. Évaluation | David Škara, 23 Florian Léopold, 11 Mathis Keita, 6 David Škara, 33 | OT | Arena Saint-Étienne Métropole, Saint-Chamond |